# Ogden Nash

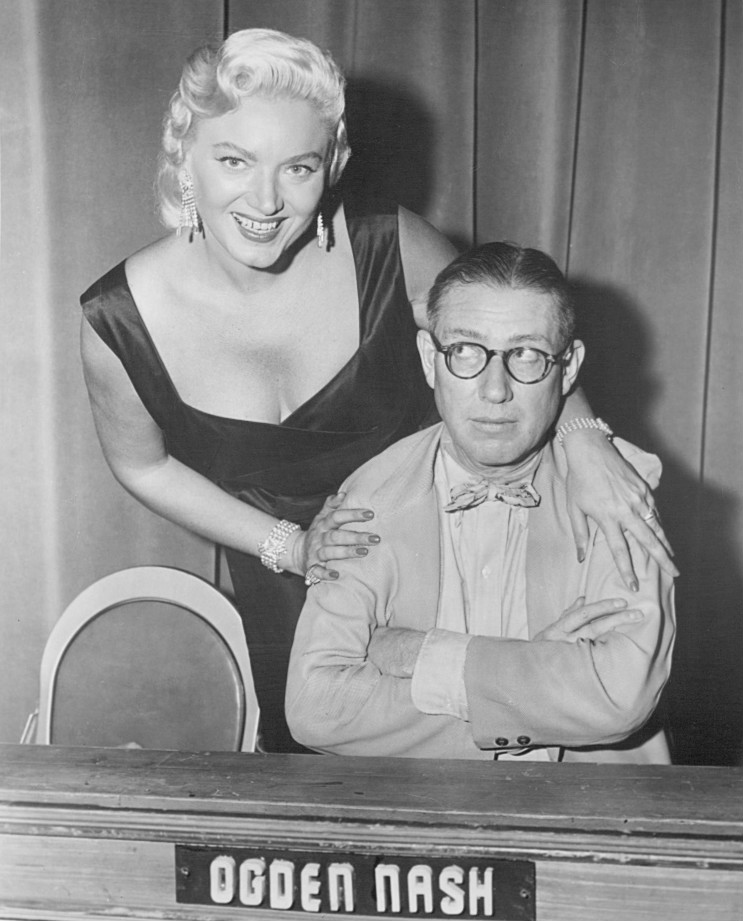

Frederic Ogden Nash (19. srpna 1902 Rye – 19. května 1971 Baltimore) byl americký básník a humorista.
Studium na Harvardově univerzitě nedokončil, pracoval jako učitel, reklamní copywriter a redaktor nakladatelství Doubleday. Publikoval v týdeníku The New Yorker a v roce 1931 mu vyšla první kniha. Byl autorem nonsensové poezie, limeriků, epigramů a písňových textů k muzikálům, jeho záběr zahrnoval hříčky určené dětem, politickou satiru i jazykové experimenty. Vystupoval v rozhlasových pořadech a na veřejných čteních, vydal devatenáct knih a okolo 1500 básní.
Do češtiny ho překládá Jiří Weinberger (výbor Kdyby Ogden uměl česky, nakladatelství Baronet, 2013).
Jeho příbuzným byl generál Francis Nash, podle něhož se jmenuje město Nashville.